# Stripsipher latipennis
Stripsipher latipennis är en skalbaggsart som beskrevs av Blanchard 1850. Stripsipher latipennis ingår i släktet Stripsipher och familjen Cetoniidae. Inga underarter finns listade i Catalogue of Life.